# Бероново
Беро́ново (болг. Бероново) — село в Бургаській області Болгарії. Входить до складу общини Сунгурларе.

## Географія
Село Бероново розташоване в гірській місцевості.
Воно знаходиться за 35 км на північний захід від Карнобата, за 12 км на північ від Сунгурларе, за 92 км від обласного центру Бургаса та за 30 км на південний схід від Котеля. Розташоване в долині р.. Луда Камчія на правому березі річки. Його розташування особливо важливе, оскільки тут міжнародна дорога, яка спускається через перевал Врбік, розділяється надвоє. Одна гілка йде праворуч - до перевалів Мокрен і Маракі, до Білого моря і Дарданелл. Інша - ліворуч, до Сунгурларе, Карнобату, Лозенграду, Мармурового моря і Босфору. Дорога через село проходить вздовж річки, з'єднує перевали і веде мандрівників: на схід - до Айтоса і Бургаса, на захід - до Котеля і Слівена. 

## Населення
За даними перепису населення 2011 року у селі проживали 94 особи.
Національний склад населення села:
| Національність   | Кількість осіб | Відсоток |
| ---------------- | -------------- | -------- |
| болгари          | 69             | 75,0%    |
| цигани           | 20             | 21,7%    |
| не визначились   | 0              | 0%       |
| Всього відповіли | 92             |          |

Розподіл населення за віком у 2011 році:
Динаміка населення: